# Communauté de communes rurales de la Vallée de Vinchy
La Communauté de communes rurales de la Vallée de Vinchy  est une ancienne communauté de communes française, située dans le département du Nord et la région Nord-Pas-de-Calais, arrondissement de Cambrai.
Le 1er janvier 2013, elle disparait en fusionnant avec la communauté d'agglomération de Cambrai.

Elle fait partie du Pays du Cambrésis.

## Composition
La Communauté de communes rurales de la Vallée de Vinchy  regroupe 3 communes.
| Code INSEE | Commune                | Maire                 | Population | Superficie | Délégués |
| ---------- | ---------------------- | --------------------- | ---------- | ---------- | -------- |
| 59161      | Crèvecœur-sur-l'Escaut | Gilbert Drain         | 643 hab.   | 1 906 ha   | nc       |
| 59341      | Lesdain                | Jean-François Plateau | 422 hab.   | 843 ha     | nc       |
| 59517      | Les Rues-des-Vignes    | Marcel Duchemin       | 661 hab.   | 1 785 ha   | nc       |
| Totaux     | 3 communes             | 3 communes            | 1 726 hab. | 4 539 ha   | 23       |

## Présidents
| Période | Période | Identité | Étiquette | Qualité |
| ------- | ------- | -------- | --------- | ------- |
|         |         |          |           |         |
|         |         |          |           |         |